# Mary Devenport O'Neill
Pour les articles homonymes, voir O'Neill.
Mary Devenport O'Neill, née le 3 août 1879 et morte en 1967, est une poète et dramaturge irlandaise, amie et collègue de William Butler Yeats, George William Russell et Austin Clarke,,.

## Biographie
Mary Devenport est née le 3 août 1879 dans Barrack Street à Loughrea dans le comté de Galway. Elle est la fille du constable de la Police royale irlandaise, John Devenport et de son épouse Brigitte (née Burke). Elle fréquente le couvent des Dominicains d'Eccles Street à Dublin avant de s'inscrire au National College of Art and Design de 1898 à 1903. En 1900, elle remporte l'année, prix de l'École d'Art. Elle semble avoir envisagé une carrière dans l'enseignement. Elle est inscrite sur le registre du collège comme enseignante en formation de 1901 à 1903.
Elle est étudiante en art lorsqu'elle commence à correspondre avec l'écrivain qu'elle admire, Joseph O'Neill. Leur relation se développe et le couple se marie le 19 juin 1908 avant de s'installer à Kenilworth Square, Dublin.

### Carrière
De nombreux amis du mari désapprouvent ses idées modernes et non conventionnelles, mais elle est populaire au sein du « Rathgar Group » qui participe aux salons du dimanche de George Russell. Après quelques années, Mary O'Neill établit son propre salon nommé « jeudis à la maison » assisté par Russell, Padraic Colum, W. B. Yeats, Richard Irvine Meilleur, Frank O'Connor, Francis Stuart et Iseult Gonne. Elle devient particulièrement proche de Yeats, qui se confie à elle. Yeats note leurs consultations hebdomadaires dans son journal, tandis que O'Neill écrit A vision en 1925. Dans son Oxford anthology of English verse de 1936, il intègre l'un des poèmes d'O'Neill. En 1917, elle contribue aux paroles de la pièce de son mari jouer The kingdom maker. Elle publie son seul livre, Prometheus and other poems, en 1929. Après cela, elle écrit occasionnellement, principalement pour des pièces de théâtre moderniste et de la poésie pour The Dublin Magazine, The Irish Times et The Bell. O'Neill collabore avec Austin Clarke de la Lyric Theatre Company sur ses pièces Barbe-Bleue (1933) et Caïn (1945),.

## Dernières années
O'Neill souffre d'une mauvaise santé, elle et son mari passent de longues périodes dans le sud de la France et en Suisse. Ils vendent leur maison à Dublin en août 1950 et déménage à Nice, avec l'intention de s'y installer. Toutefois, leurs finances s'épuisant rapidement, ils doivent revenir en Irlande, en avril 1951. Ils louent un chalet de leur ami Con Curran à Wicklow. Lorsque son mari meurt en 1953, O'Neill va vivre chez sa famille à Dublin. Elle y meurt en 1967.